# Ain't a Party
"Ain't a Party" é uma canção do DJ francês David Guetta e de Glowinthedark com vocais de Harrison. Foi lançado como single da coletânea Fuck Me I'm Famous - Ibiza Mix 2013. A canção foi escrita por David Guetta, Giorgio Tuinfort, Bert Budhai, Abrigael Ramos.

## Faixas
| Descarga digital |                                                   |         |  |
| N.º              | Título                                            | Duração |  |
| 1.               | "Ain't a Party (featuring Harrison)" (Radio Edit) | 3:14    |  |
| 2.               | "Ain't a Party (featuring Harrison)" (Extended)   | 6:03    |  |
| Duração total:   | Duração total:                                    | 9:17    |  |

## Desempenho nas paradas semanais
| Parada (2013)                                  | Melhor posição |
| ---------------------------------------------- | -------------- |
| França (SNEP)                                  | 72             |
| O campo songid é OBRIGATÓRIO PARA PARADA ALEMÃ | 46             |
| Suíça (Schweizer Hitparade)                    | 57             |

## Histórico de lançamento
| Região | Data               | Formato          | Gravadora         |
| ------ | ------------------ | ---------------- | ----------------- |
| França | 8 de julho de 2013 | Download digital | Jack Back Records |